# La Voix du cœur (téléfilm)
Pour les articles homonymes, voir La Voix du cœur.
La Voix du cœur (A Valentine Carol) est un téléfilm canadien réalisé par Mark Jean et diffusé aux États-Unis le 11 février 2007 sur Lifetime.

## Fiche technique
- Réalisation : Mark Jean
- Scénario : Anna Gilson et Edgar Lyall
- Société de production : Insight Film Studios
- Durée : 87 minutes
- Pays :  Canada

## Distribution
- Emma Caulfield : Ally Simms
- Barbara Niven : Jackie Marley
- John Reardon (en) : Matt
- Dominic Zamprogna : Ben
- Tobias Slezak : Paul
- Doron Bell (en) : Dez
- Jill Morrison (VF : Dorothée Jemma) : Gillian
- Jeremy Jones : Derek
- David Milchard (VF : Laurent Mantel) : Tim
- Russell Ferrier : Joe Biggs
- Elfina Luk : Lisa
- Rob Morton : Bob Nolan
- Carra Maureen : Zoey
- Ecstasia Sanders (en) : Bailey
- Marc Baur : Ministre
- Marion Eisman : Mère de Matt
- Nancy Whyte : Grand-mère de Matt
- Chris Lawrence : Joey Calhoun
- Nimet Kanji : Journaliste 2
- Emilio Salituro : Portier
- Derek Green : Angel
- Maxwell Neck : Ozzie